# Emile Lauber
Emile Lauber né à Lucerne le 6 novembre 1866 et mort à Saint-Aubin-Sauges le 11 novembre 1935, est un compositeur, chef d'orchestre et professeur de musique classique suisse.

## Biographie

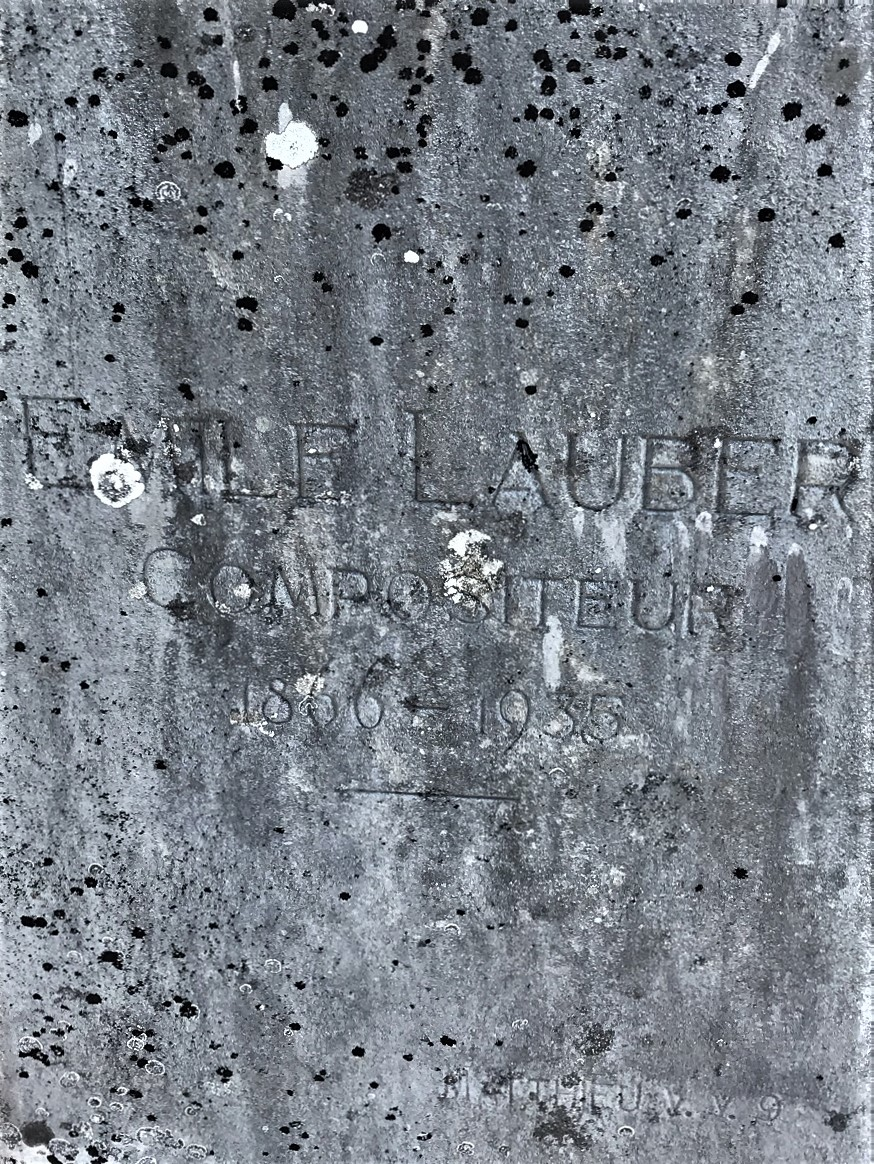
Pierre tombale de Emile Lauber à Saint-Aubin-Sauges.

Il est le frère du compositeur Joseph Lauber. 
Il effectue sa formation musicale à Francfort-sur-le-Main, Vienne, dans la classe d'Anton Bruckner, puis à Paris. Il devient ensuite professeur de musique classique à l'école normale et à l'académie de Neuchâtel, et il écrit une étude sur l'enseignement du chant pour le Département de l'instruction publique. Il crée L'Orpheus, revue de chants populaires pour chœur d'hommes, et il contribue à la création de la Société suisse des droits d'auteur.  
Durant la Première Guerre mondiale, il compose pour la fanfare militaire suisse.
Il compose sa première comédie Chalamala en 1910, puis les comédies Realpolitik en 1920 et Le Sourcier du Tsaô en 1922,.